# Armel Bella-Kotchap
Armel Bella-Kotchap (Parigi, 11 dicembre 2001) è un calciatore tedesco, difensore del Southampton.

## Biografia
Anche suo padre Cyrille è stato un calciatore.

## Caratteristiche tecniche
È un difensore centrale forte fisicamente, veloce e abile nel gioco aereo.

## Carriera

### Club
Cresciuto nel settore giovanile del Bochum, debutta in prima squadra il 28 aprile 2019 in occasione dell'incontro di 2. Bundesliga perso 3-2 contro l'Erzgebirge Aue. Nelle stagioni seguenti si ritaglia sempre più spazio fino a conquistare la titolarità nella seconda metà della stagione 2020-2021, dove trova anche la sua prima rete nella vittoria per 2-0 contro l'Eintracht Braunschweig.
Promosso in Bundesliga, debutta nella massima divisione tedesca il 21 agosto giocando da titolare il match vinto 2-0 contro il Magonza.
Il 21 giugno 2022 si accasa al Southampton per 10 milioni di euro. Gioca 26 partite totali in stagione e all’inizio del mese di settembre del 2023, dopo essere stato a un passo dal Bayern Monaco come sostituto di Pavard, viene ceduto in prestito al PSV.

### Nazionale
Ha giocato nelle nazionali giovanili tedesche Under-18 ed Under-20.
Nel 2021 riceve la sua prima convocazione da parte della nazionale under-21 tedesca. Debutta il 2 settembre nel match di qualificazione per gli Europei del 2023 vinto 6-0 contro San Marino.
Il 26 settembre 2022 esordisce in nazionale maggiore nel pareggio per 3-3 contro l'Inghilterra.

## Statistiche

### Presenze e reti nei club
Statistiche aggiornate al 25 aprile 2024.
| Stagione        | Squadra         | Campionato      | Campionato | Campionato | Coppe nazionali | Coppe nazionali | Coppe nazionali | Coppe continentali | Coppe continentali | Coppe continentali | Altre coppe | Altre coppe | Altre coppe | Totale | Totale |
| Stagione        | Squadra         | Comp            | Pres       | Reti       | Comp            | Pres            | Reti            | Comp               | Pres               | Reti               | Comp        | Pres        | Reti        | Pres   | Reti   |
| --------------- | --------------- | --------------- | ---------- | ---------- | --------------- | --------------- | --------------- | ------------------ | ------------------ | ------------------ | ----------- | ----------- | ----------- | ------ | ------ |
| 2018-2019       | Bochum          | 2L              | 4          | 0          | CG              | 0               | 0               |                    | -                  | -                  |             | -           | -           | 4      | 0      |
| 2019-2020       | Bochum          | 2L              | 12         | 0          | CG              | 2               | 0               |                    | -                  | -                  |             | -           | -           | 14     | 0      |
| 2020-2021       | Bochum          | 2L              | 28         | 1          | CG              | 2               | 0               |                    | -                  | -                  |             | -           | -           | 30     | 1      |
| 2021-2022       | Bochum          | BL              | 22         | 0          | CG              | 4               | 0               |                    | -                  | -                  |             | -           | -           | 26     | 0      |
| Totale Bochum   | Totale Bochum   | Totale Bochum   | 66         | 1          |                 | 8               | 0               |                    | -                  | -                  |             | -           | -           | 74     | 1      |
| 2022-2023       | Southampton     | PL              | 24         | 0          | FACup+CdL       | 1+1             | 0               |                    | -                  | -                  |             | -           | -           | 26     | 0      |
| 2023-2024       | PSV             | ED              | 4          | 0          | CO              | -               | -               | UCL                | 2                  | 0                  | SO          | -           | -           | 6      | 0      |
| Totale carriera | Totale carriera | Totale carriera | 94         | 1          |                 | 10              | 0               |                    | 2                  | 0                  |             | -           | -           | 106    | 1      |

### Cronologia presenze e reti in nazionale
| Cronologia completa delle presenze e delle reti in nazionale ― Germania | Cronologia completa delle presenze e delle reti in nazionale ― Germania | Cronologia completa delle presenze e delle reti in nazionale ― Germania | Cronologia completa delle presenze e delle reti in nazionale ― Germania | Cronologia completa delle presenze e delle reti in nazionale ― Germania | Cronologia completa delle presenze e delle reti in nazionale ― Germania | Cronologia completa delle presenze e delle reti in nazionale ― Germania | Cronologia completa delle presenze e delle reti in nazionale ― Germania |
| Data                                                                    | Città                                                                   | In casa                                                                 | Risultato                                                               | Ospiti                                                                  | Competizione                                                            | Reti                                                                    | Note                                                                    |
| ----------------------------------------------------------------------- | ----------------------------------------------------------------------- | ----------------------------------------------------------------------- | ----------------------------------------------------------------------- | ----------------------------------------------------------------------- | ----------------------------------------------------------------------- | ----------------------------------------------------------------------- | ----------------------------------------------------------------------- |
| 26-9-2022                                                               | Londra                                                                  | Inghilterra                                                             | 3 – 3                                                                   | Germania                                                                | UEFA Nations League 2022-2023 - 1º turno                                | -                                                                       | 90+1’                                                                   |
| 16-11-2022                                                              | Mascate                                                                 | Oman                                                                    | 0 – 1                                                                   | Germania                                                                | Amichevole                                                              | -                                                                       | 34’                                                                     |
| Totale                                                                  |                                                                         | Presenze                                                                | 2                                                                       |                                                                         | Reti                                                                    | 0                                                                       |                                                                         |

## Palmarès

### Club

#### Competizioni nazionali
- Campionato tedesco di seconda divisione: 1

Bochum: 2020-2021
- Supercoppa dei Paesi Bassi: 1

PSV: 2023
- Campionato olandese: 1

PSV: 2023-2024